# منوچهر جهانبگلو
منوچهر جهانبگلو (زادهٔ ۲۱ مرداد ۱۳۰۵ در تهران – درگذشتهٔ ۱۵ آذر ۱۳۶۹ در تهران) موسیقی‌دان، نویسنده و نوازندهٔ سنتور اهل ایران بود.

## زندگی هنری
منوچهر جهانبگلو ۲۱ مرداد سال ۱۳۰۵ در تهران متولد شد. از ۱۴ سالگی به درخواست پدرش، فراگیری ساز سنتور را نزد حبیب سماعی آغاز کرد و تا پایان عمرِ حبیب سماعی، از آموزش‌های وی بهره‌مند شد. پس از آن، به هنرستان موسیقی ملی راه یافت و سنتور نوازی را نزد ابوالحسن صبا ادامه داد. او به واسطهٔ ابوالحسن صبا به منزل محمد ایرانی مجرد راه یافت و با بسیاری از هنرمندان آشنا شد و از آنان بهره گرفت. منوچهر جهانبگلو غیر از سنتور، به نواختن سازهای سه‌تار، تمبک و ویلن نیز آشنایی داشت. او در سال ۱۳۳۸ به اتریش سفر کرد و در شهر وین به تحصیل و مطالعات موسیقی ادامه داد و مدرک دکترای موسیقی را اخذ نمود. وی پس از بازگشت به ایران، همکاری خود را با رادیو آغاز نمود و در «برنامهٔ استادان» و برنامهٔ گلها به اجرای موسیقی پرداخت. او همچنین برنامهٔ «نوایی از موسیقی ملی» را به همراه اسدالله ملک تهیه می‌نمود.
او به نویسندگی نیز علاقه داشت و نخستین نوشته‌هایش در مجلهٔ «نیرو و راستی» ارگان باشگاه ورزشی نیرو و راستی منتشر شد. وی همچنین به ورزش کوهنوردی می‌پرداخت. در سال ۱۳۴۱ به همراه غلامرضا تختی با گذشتن از مناطق صعب‌العبور به یاری زلزله‌زدگان بوئین‌زهرا شتافت. او در سال ۱۳۴۳ عضو هیئت تحریریه روزنامه کیهان ورزشی بود و آرم آن روزنامه را بر قلهٔ دماوند نصب کرد. منوچهر جهانبگلو مقاله‌های متعددی در روزنامه‌های کیهان، اطلاعات و مجله‌های اطلاعات هفتگی، اطلاعات جوانان، فردوسی، فصلنامهٔ آهنگ و … منتشر نمود.
از شاگردان او می‌توان به محمود محمودی خوانساری اشاره نمود.

## آثار هنری
از جمله آثار منوچهر جهانبگلو، به موارد زیر می‌توان اشاره نمود:
موسیقی
- «اسرار خانقه» (دستگاه شور و مرکب خوانی) با آواز محمدرضا شجریان[۸]
- «شهید عشق» با آواز محمدرضا شجریان[۸]
- «برنامهٔ شماره ۷۴ - برگ سبز» (دستگاه شور) به همراه تمبک امیرناصر افتتاح و آواز حسین قوامی[۳]
- آلبوم موسیقی «مرغ شباهنگ» (نوازندهٔ سنتور) به آهنگسازی اسدالله ملک و آواز محمود محمودی خوانساری[۹]

کتاب
- «آموزش مقدماتی سنتور» (با همکاری اسدالله حجازی)[۱۰]
- «دورهٔ دوم آموزش سنتور»[۶]
- «ردیف سنتور» (آوازهای ایرانی)[۶]
- «تکنیک‌های مضرابی برای سنتور»[۶]

## درگذشت
منوچهر جهانبگلو در ۱۵ آذر ۱۳۶۹ پس از سخنرانی در مراسم یادبود مهدی خالدی، در سن ۶۴ سالگی بر اثر حملهٔ قلبی درگذشت. پیکر او در بهشت زهرای تهران به خاک سپرده شد.